# Dinocyon
Dinocyon és un gènere extint de carnívors de la família dels ossos (Ursidae) que visqueren a Europa durant el Miocè. Se n'han trobat restes fòssils a Àustria i Espanya. El nom genèric Dinocyon significa 'gos terrible' en llatí.